# بلث آئوفارث
بلث آئوفارث (انگلیسی: Blythe Auffarth؛ زادهٔ ۲۳ آوریل ۱۹۸۵) یک هنرپیشه اهل ایالات متحده آمریکا است. وی از سال ۱۹۹۹ میلادی تاکنون مشغول فعالیت بوده‌است.
از فیلم‌ها یا برنامه‌های تلویزیونی که وی در آن نقش داشته است می‌توان به بازار آمریکایی اشاره کرد.